# Sara Ferrara
Sara Ferrara (Monterrey, Nuevo León; 24 de julio de 1995) es una ciclista profesional mexicana nacionalizada finlandesa.

## Biografía

### Primeros años
Sara Ferrara nació en la ciudad de Monterrey, México; es hija de padre mexicano y madre finlandesa.

### Carrera
Ferrara comenzó su carrera ciclista representando a su país de nacimiento como Junior. Ganó tres medallas de oro, en Omnium, Persecución individual y Persecución por equipos en el campeonato panamericano juvenil de 2012 en Guatemala. Tiene el récord nacional de persecución individual juvenil en Finlandia con un tiempo de 2:26,5, así como el récord nacional U16 con un tiempo de 2:30,1. 
Representó a México en el Campeonato Mundial de Ciclismo en Pista Juvenil UCI de 2012 en Invercargill, así como en el Campeonato Mundial de Ciclismo en Pista Juvenil UCI de 2013 en Glasgow. Al año siguiente, representó a la nación en la Copa Mundial UCI Aguascalientes 2013 en la Persecución por Equipos.
En 2014 Ferrara cambió de nacionalidad en la UCI para representar a Finlandia, país de origen de su madre.
Representó a Finlandia en el Campeonato Mundial de Ciclismo en Pista de 2015.
En 2018 fue seleccionada para el Campeonato de Europa en Glasgow.